# 西マショナランド州
西マショナランド州（にしマショナランドしゅう、Mashonaland West Province）は、ジンバブエの州。ジンバブエ北部に位置し、北をザンビアと接する。面積57,441km²、人口120万人（2002年）。州都はチノイ。

## 住民
州名は、この州に多いショナ人に由来する。 

## 下位行政区画
西マショナランド州は、チェグツ、フルングウェ、カドマ、カリバ、マコンデ、ジンバの6地方からなる。